# Chalcidiscelis koebelei
Chalcidiscelis koebelei är en stekelart som beskrevs av William Harris Ashmead 1899. Chalcidiscelis koebelei ingår i släktet Chalcidiscelis och familjen puppglanssteklar. Inga underarter finns listade i Catalogue of Life.